# Hendrik Karel van Brunswijk-Wolfenbüttel
Hendrik Karel van Brunswijk-Wolfenbüttel (Hessen, 7 september 1609 - Helmstedt, 11 juni 1615) was een Duitse prins uit het Middelste Huis Brunswijk, een zijtak van de Welfen-dynastie. Van 1613 tot zijn dood was hij protestants administrator van het prinsbisdom Halberstadt.

## Biografie
Hendrik Karel was een zoon van hertog Hendrik Julius van Brunswijk-Wolfenbüttel uit zijn tweede huwelijk met Elisabeth, een dochter van koning Frederik II van Denemarken.
Op 21 oktober 1613, kort na de dood van zijn vader, werd Hendrik Karel op vierjarige leeftijd door het domkapittel van Halberstadt verkozen tot protestants administrator van het prinsbisdom Halberstadt. Het kapittel hoopte hiermee zelf het bestuur in handen te houden, ten minste totdat Hendrik Karel meerderjarig werd. Hendrik Karel stierf echter al op vijfjarige leeftijd aan de pokken. Zijn lichaam werd bijgezet in de Mariakerk in Wolfenbüttel. Hij werd als administrator opgevolgd door zijn oudere broer Rudolf.
- Gemeinsame Normdatei: 130827207
- Virtual International Authority File: 28185320
- WorldCat: E39PBJp9qmv67hgFQYvxqQ9MT3